# Elmo Nüganen

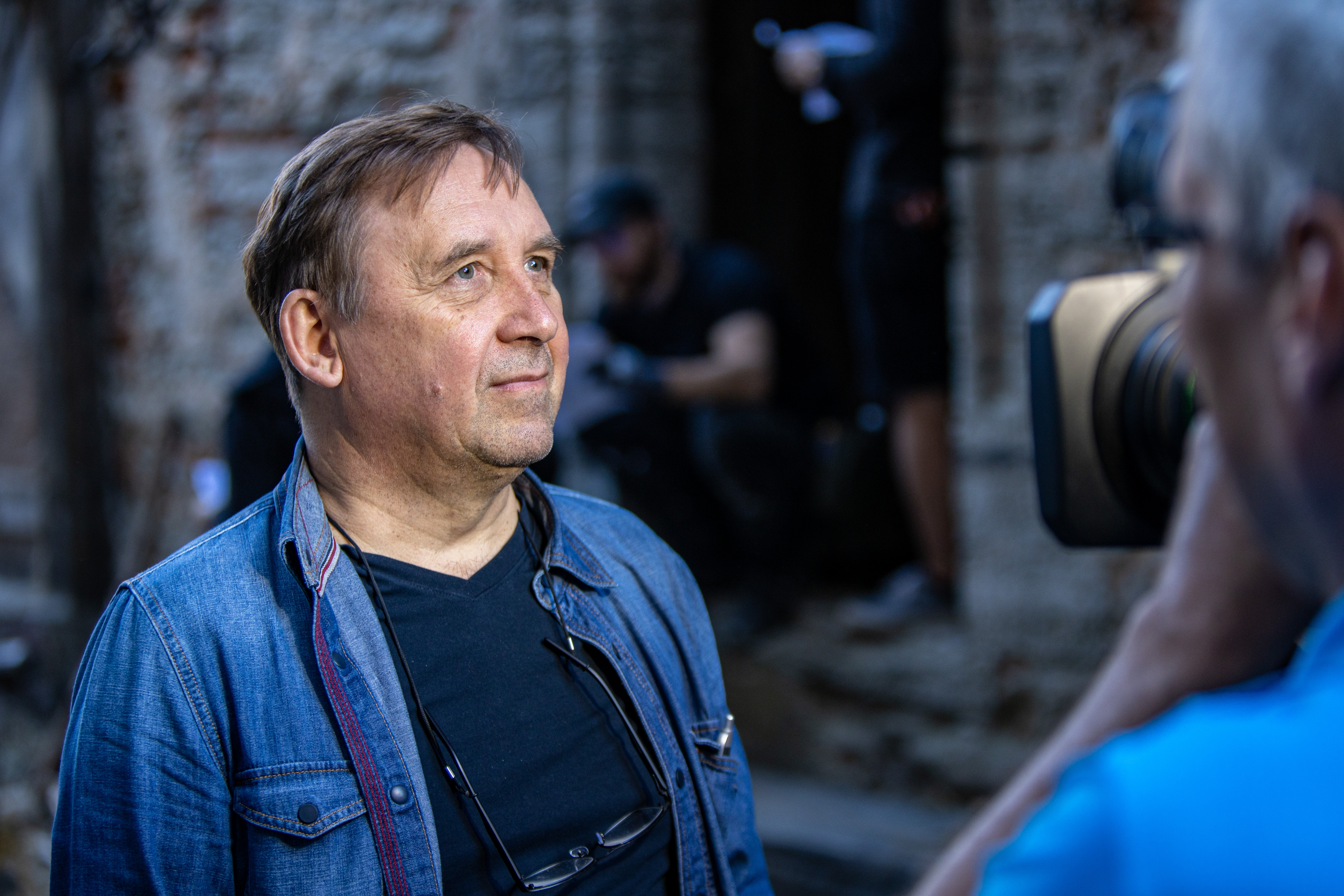
Elmo Nüganen

Elmo Nüganen (Jõhvi, 15 febbraio 1962) è un regista e attore estone.

## Biografia
Diplomatosi all'Accademia estone di musica e teatro nel 1988, ne diviene professore dal '98 al 2002 e di nuovo dal 2008 al 2012, ricoprendo anche l'incarico di direttore artistico del Teatro Civico (Linnateater) di Tallinn, a partire dal '92.
Il debutto come regista e sceneggiatore avviene nel 2002 con Names in Marble, film sulla Guerra d'indipendenza estone del 1918, basato sul romanzo omonimo di Albert Kivikas del 1936. Fu la più costosa pellicola e la prima di genere storico nella neocostituita Repubblica Estone, vista da quasi 168.000 persone, record del cinema estone superato nel 2016. Pur con un'eccezionale visibilità e promozione commerciale, tuttavia non viene premiato nel Paese d'origine, ma viene selezionato al Taormina Film Fest del 2003.
Nel 2015 realizza la pellicola 1944, che supera i 100.000 spettatori nella prima settimana di proiezione, divenendo il record assoluto nella storia del cinema estone, e viene candidato agli Academy Awards come miglior film straniero nel 2016.
Sposato con l'attrice Anne Reemann, è padre di tre figlie.

## Filmografia
Attore
- Only Sunday (Ainus pühapäev) (1990)
- The Prompter (Suflöör) (1993)
- The Grey Light of November (Marraskuun harmaa valo) (1993)
- Armastus kolme apelsini vastu (1994)
- Names in Marble (Nimed marmortahvlil) (2002)
- Mushrooming] (Seenelkäik) (2012)
- Purge (Puhdistus) (2012)
- Demons (Deemonid) (2012)
- Tangerines (Mandariinid) (2013)[9][10] (candidato all'Oscar nel 2014[11][12])

Regista
- Names in Marble (Nimed marmortahvlil) (2002)
- Mindless (Meeletu) (2006)
- 1944 (2015)

## Riconoscimenti
- Premio Annuale Estone di Teatro come miglior regista: negli anni '92, '95, 2000, 2007 e 2010;
- Premio Nazionale Estone per la Cultura: negli anni '96, '99 e 2009.[6]